# Falsk anklagelse
Falsk anklagelse är ett rättsbegrepp för handlingen att uppsåtligen falskt anklaga någon, antingen genom anmälan, påhopp eller ryktesspridning. Att uppsåtligen polisanmäla oskyldiga personer är i samtliga länder brottsligt och kallas i svensk rätt falsk angivelse, obefogad angivelse, falsk tillvitelse, falskt åtal eller obefogat åtal; falsk tillvitelse innefattar  även falska anmälningar till exempelvis socialtjänsten. Att komma med falska anklagelser i andra sammanhang än myndigheter är förtal. Till falska anklagelser kan även andra brott följa, såsom mened.